# Buddy Curry
George Jessel „Buddy“ Curry (* 4. Juni 1958 in Greenville, North Carolina) ist ein ehemaliger US-amerikanischer American-Football-Spieler. Er spielte acht Saisons bei den Atlanta Falcons in der National Football League (NFL) auf der Position des Linebackers.

## Frühe Jahre
Curry ging auf die Highschool in Danville, Virginia. Später ging er auf die University of North Carolina, wo er College-Football in der National Collegiate Athletic Association (NCAA) spielte.

## NFL
Curry wurde im NFL Draft 1980 von den Atlanta Falcons in der zweiten Runde an 36. Stelle ausgewählt. Direkt nach seiner ersten Saison bei den Falcons wurde er zum Defensive Rookie of the year gewählt, unter anderem, weil er drei Interceptions in dieser Saison fing. Nach der Saison 1987 beendete er seine Profikarriere.

## Nach der Karriere
Seit 2013 ist Curry Trainer bei USA Football, dem nationalen Footballverband.

## Persönliches
Sein Sohn Jessel Curry spielte Football an der Auburn University. Sein anderer Sohn David Curry spielt Football am Georgia Institute of Technology.